# عبد الله سيف الدوسري
عبد الله سيف الدوسري لاعب كرة قدم بحريني يلعب حاليا لصالح نادي الدرجة الأولى البحرين البحريني في خط الهجوم من 2006.

## الإنجازات
- الدرجة الثانية (1): 2016